# Hội họa triều Tống
Hội họa triều Tống (chữ Hán: 宋朝繪畫) hay Hội họa Lưỡng Tống (chữ Hán: 两宋繪畫) kế thừa những tinh họa của hội họa triều Đường và Ngũ đại Thập quốc, nhưng hội họa Trung Hoa thời kỳ này đã có sự trưởng thành đáng kể.

## Lịch sử
Chủ yếu các họa phẩm dưới triều Tống khai thác chủ đề Đạo giáo và nhấn mạnh bản chất của đạo đức.

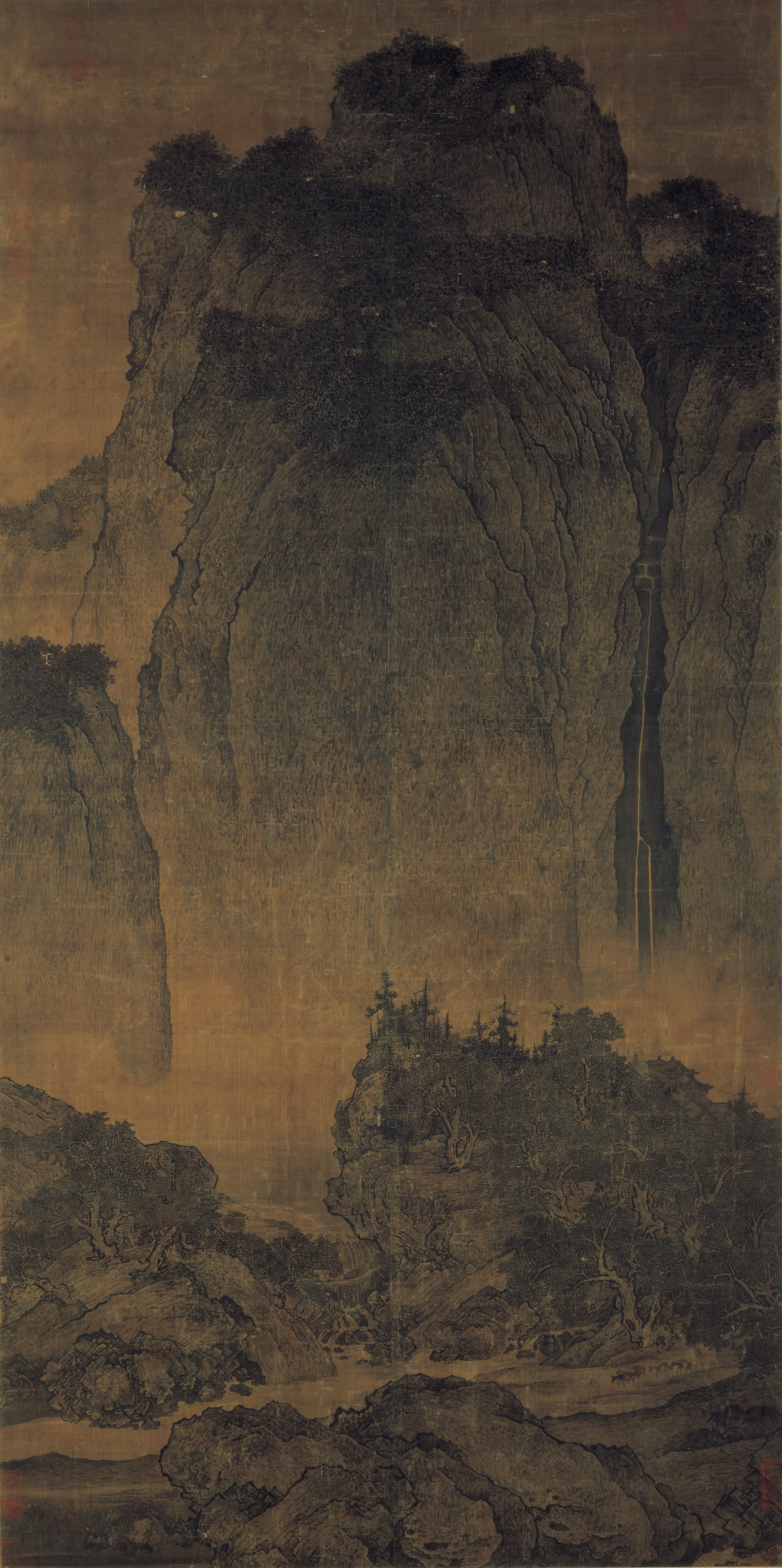
北宋范寬的《谿山行旅圖》
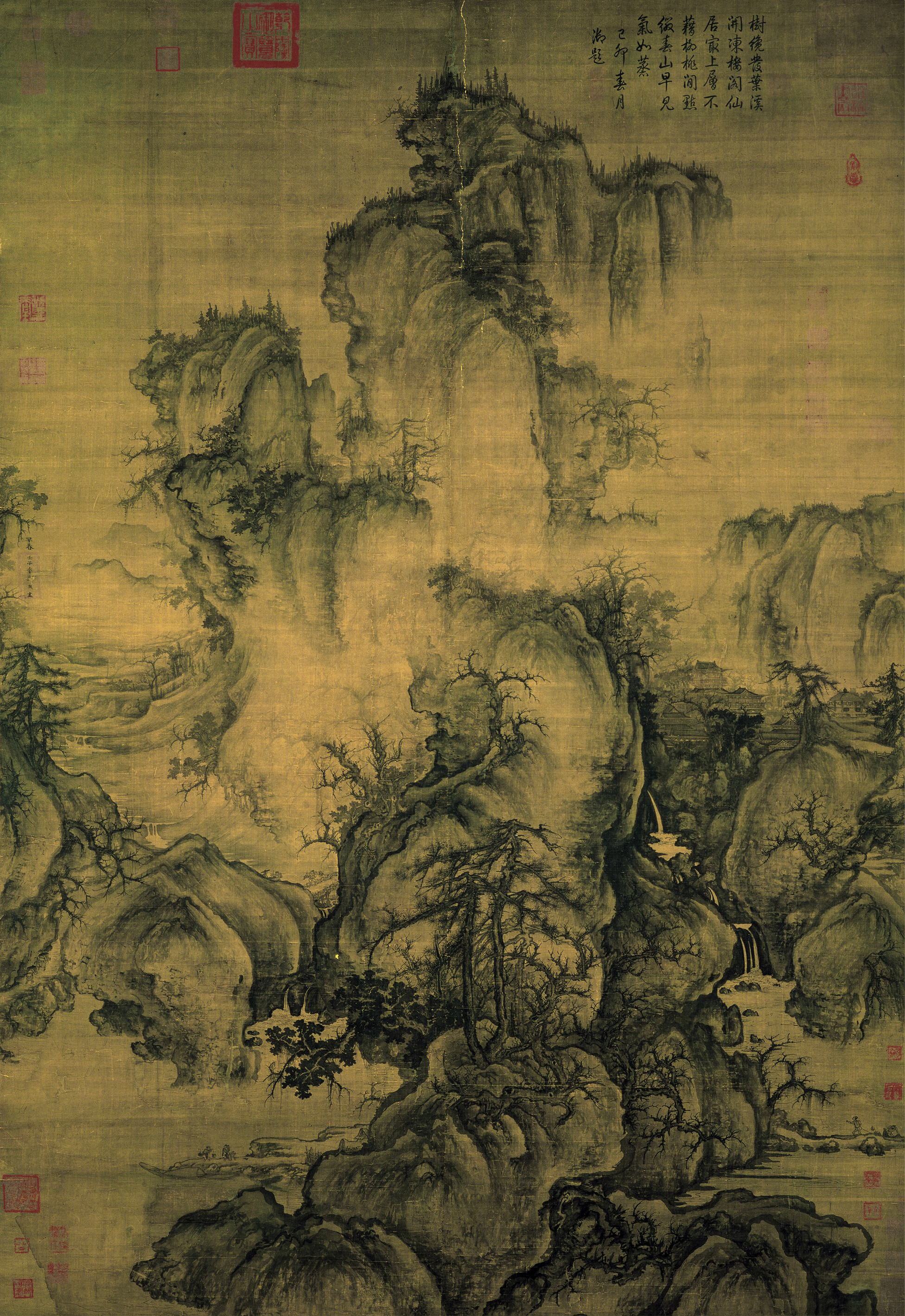
郭熙（約1023年—約1085年）於1072年所作《早春圖》
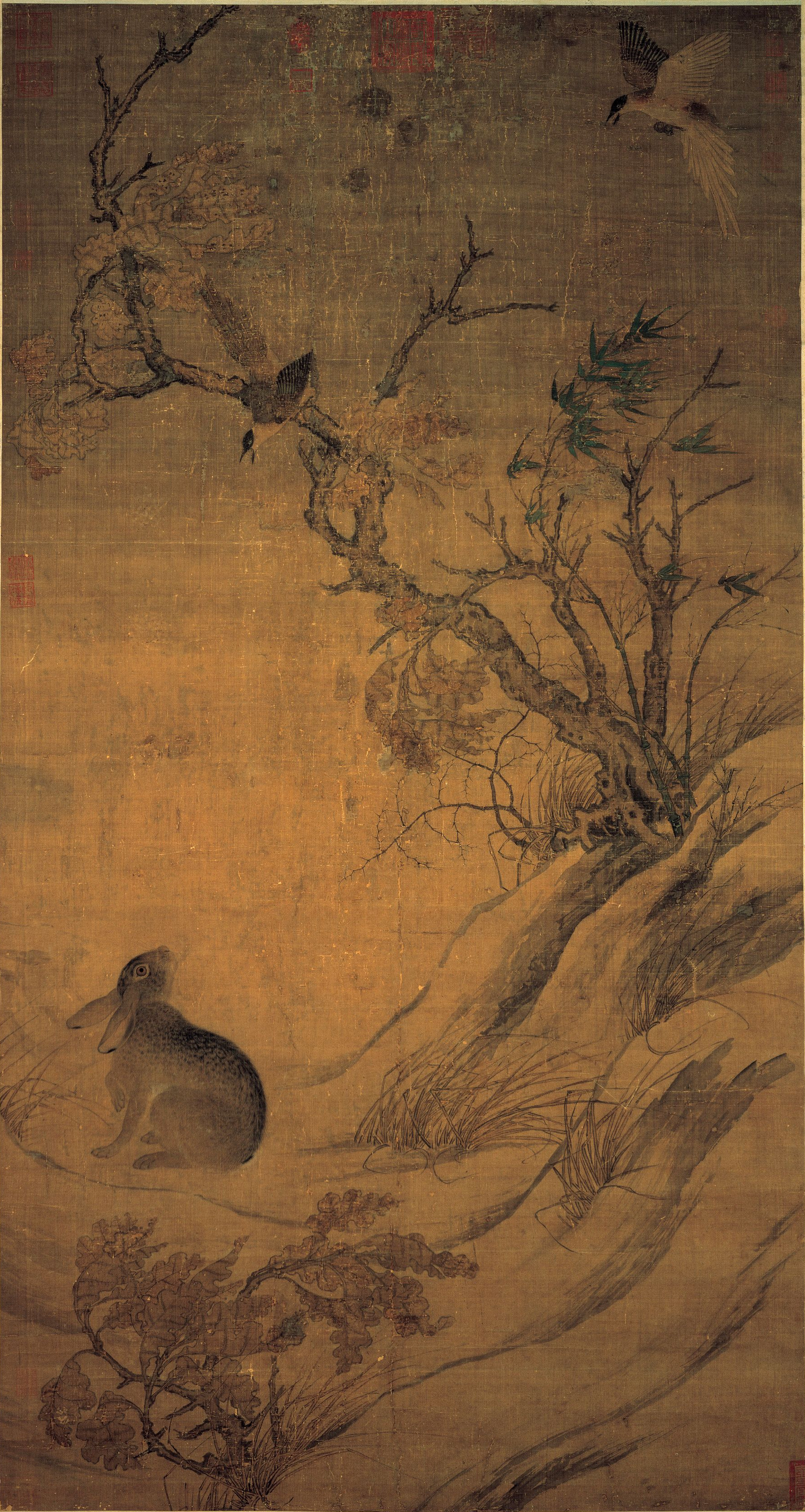
宋朝崔白《雙喜圖》
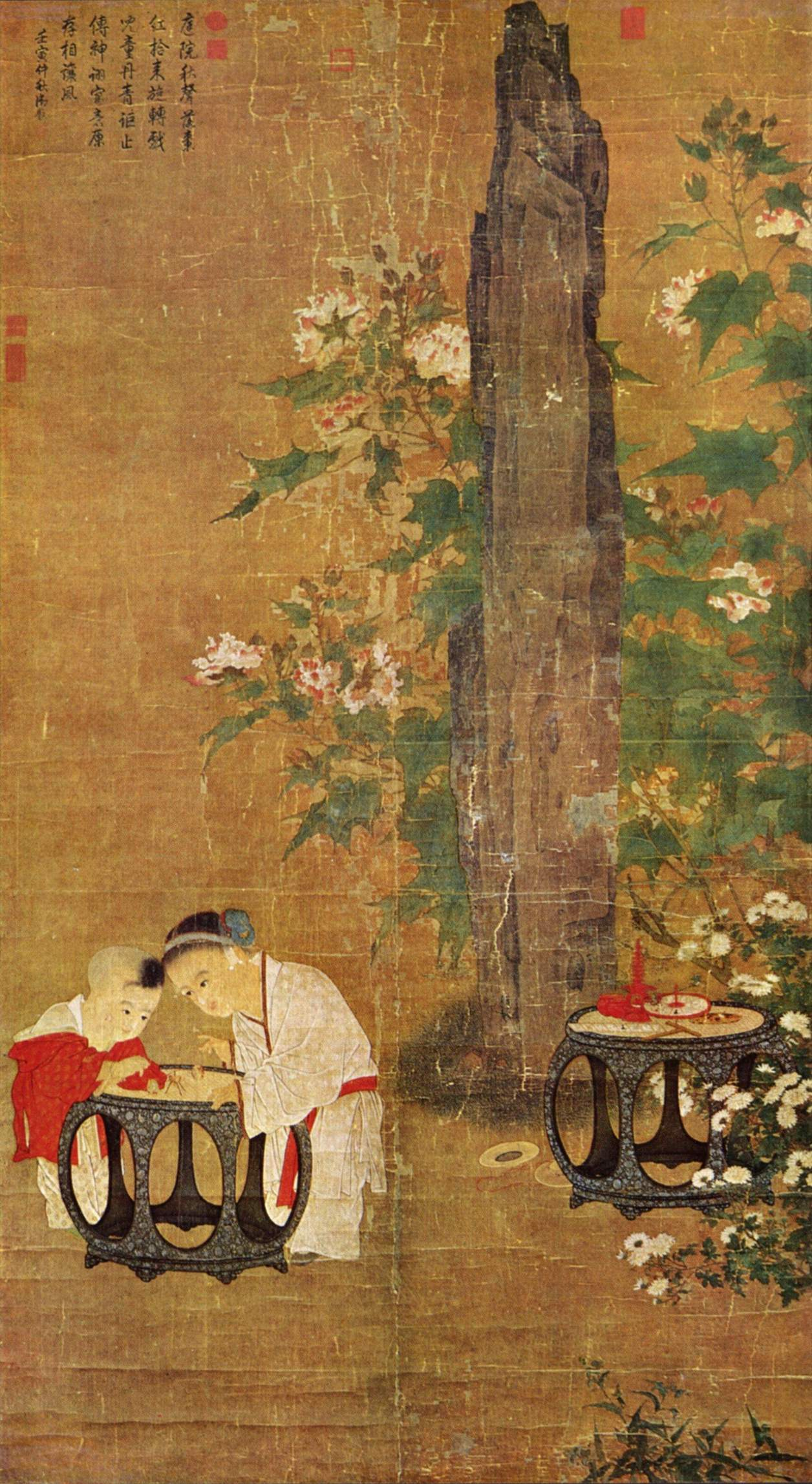
《秋庭嬰戲圖》,宋／蘇漢臣(1150)
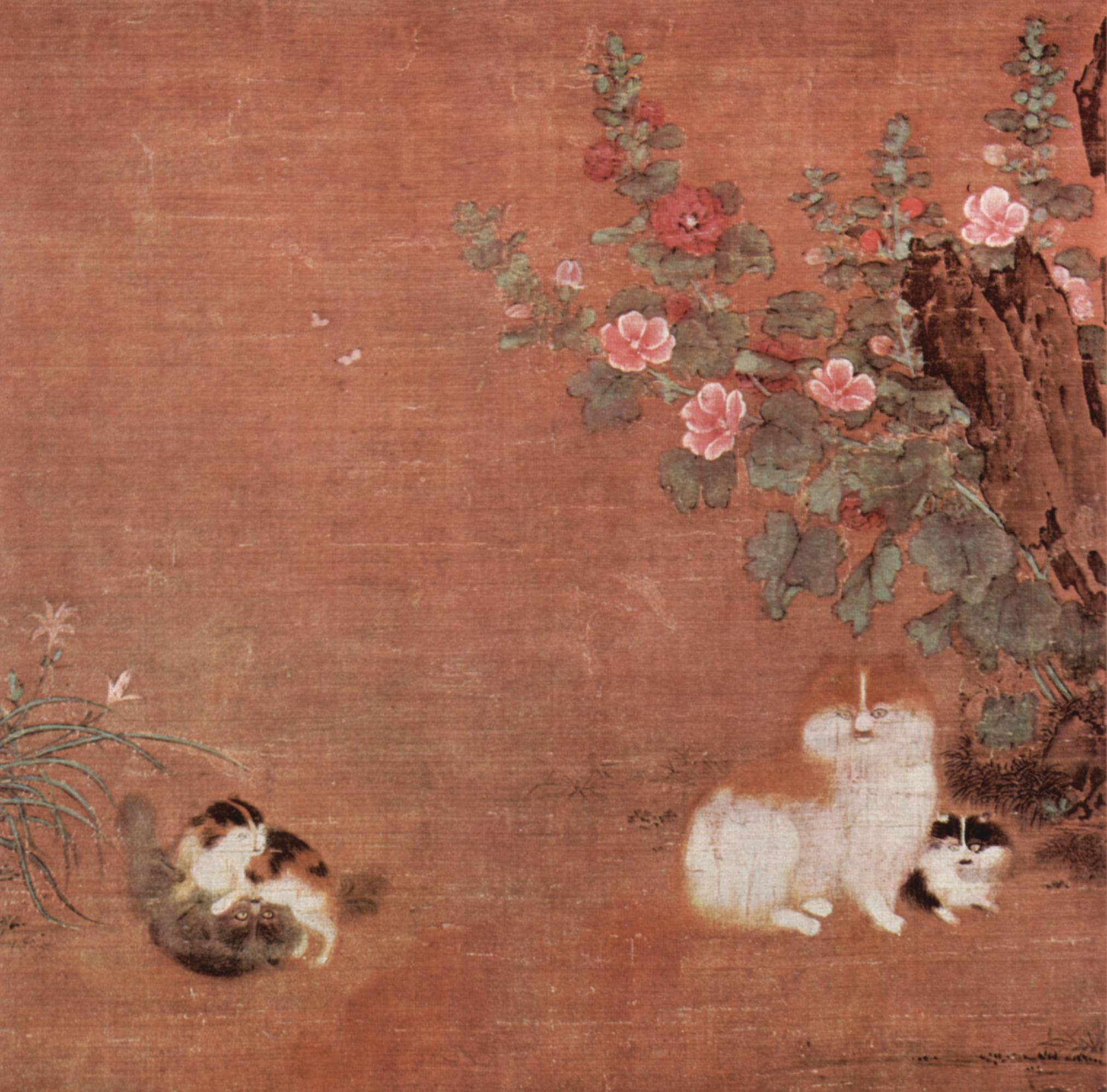
毛益於12世紀所繪《蜀葵遊貓圖》
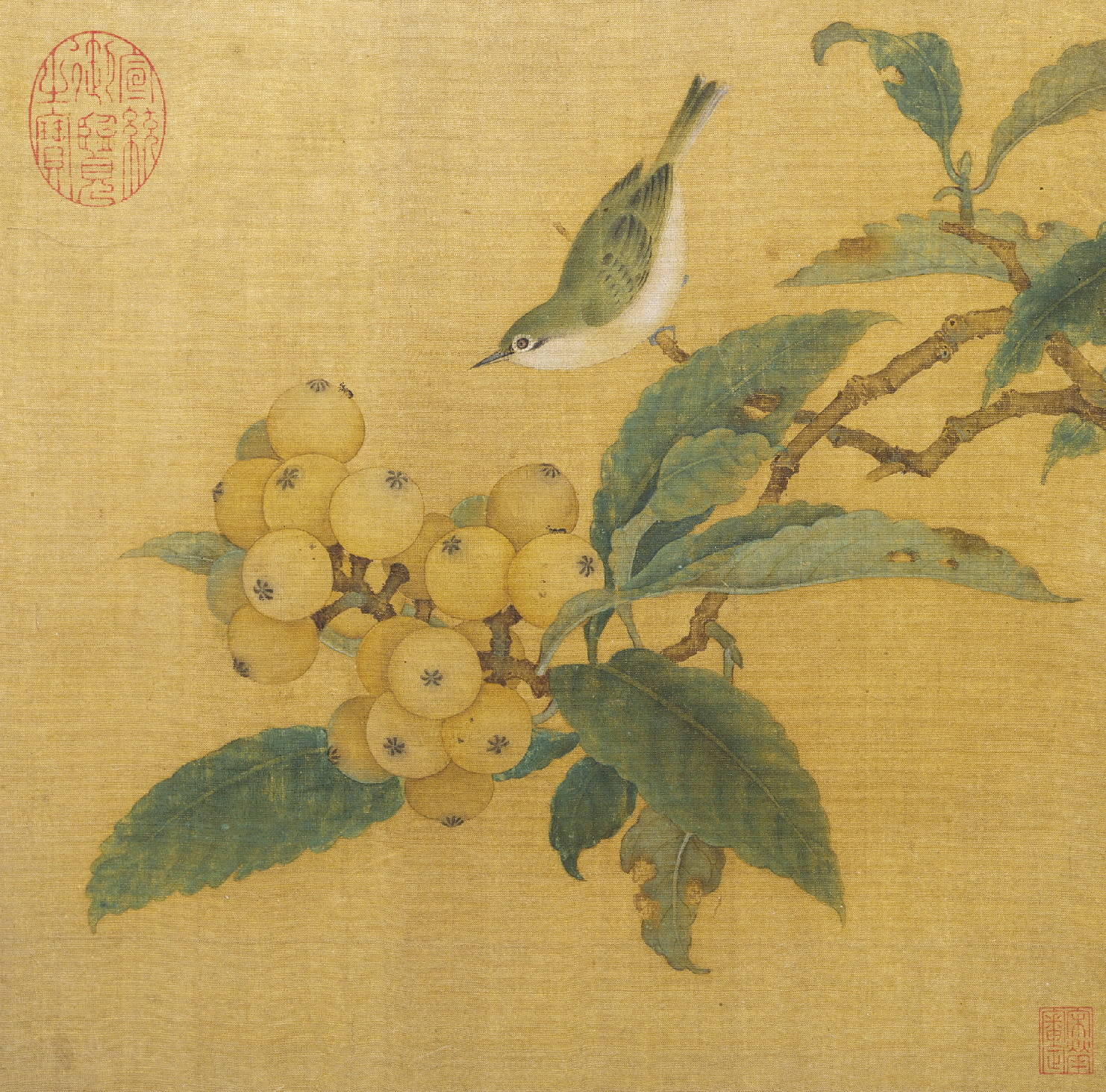
南宋《枇杷山鳥圖》，作者不詳
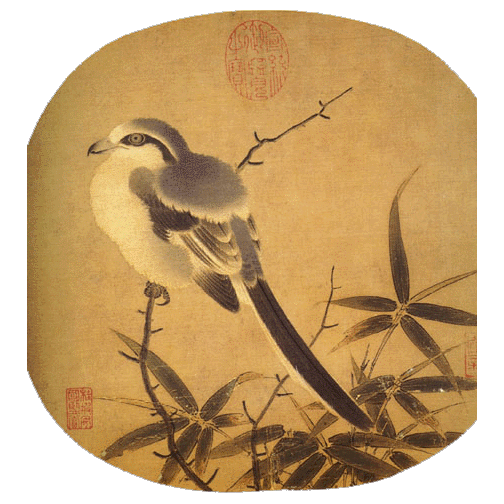
李安忠《竹鳩圖》，12世紀中葉早期繪
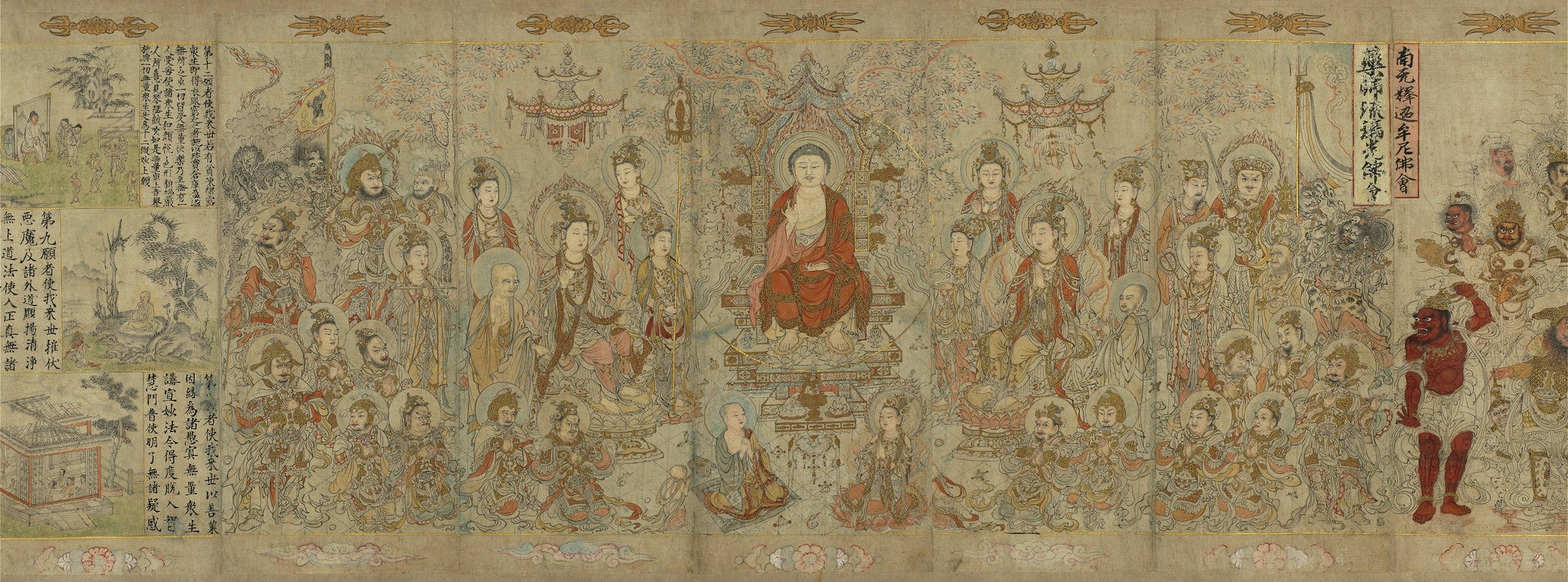
雲南大理國在1173年—1176年間由張勝溫等人繪制的《梵像卷》中的釋迦佛會，現藏於臺北故宮博物院
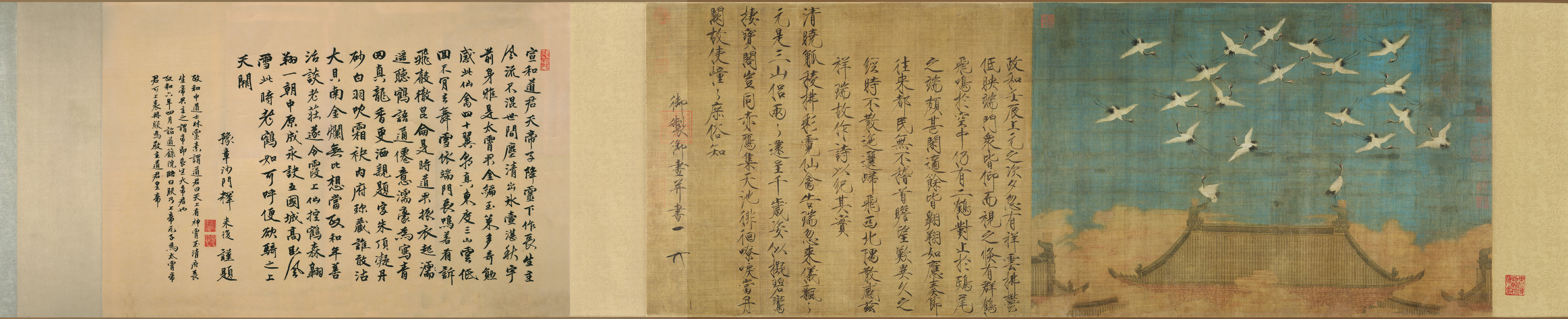
宋徽宗的《瑞鶴圖》 (1112年)
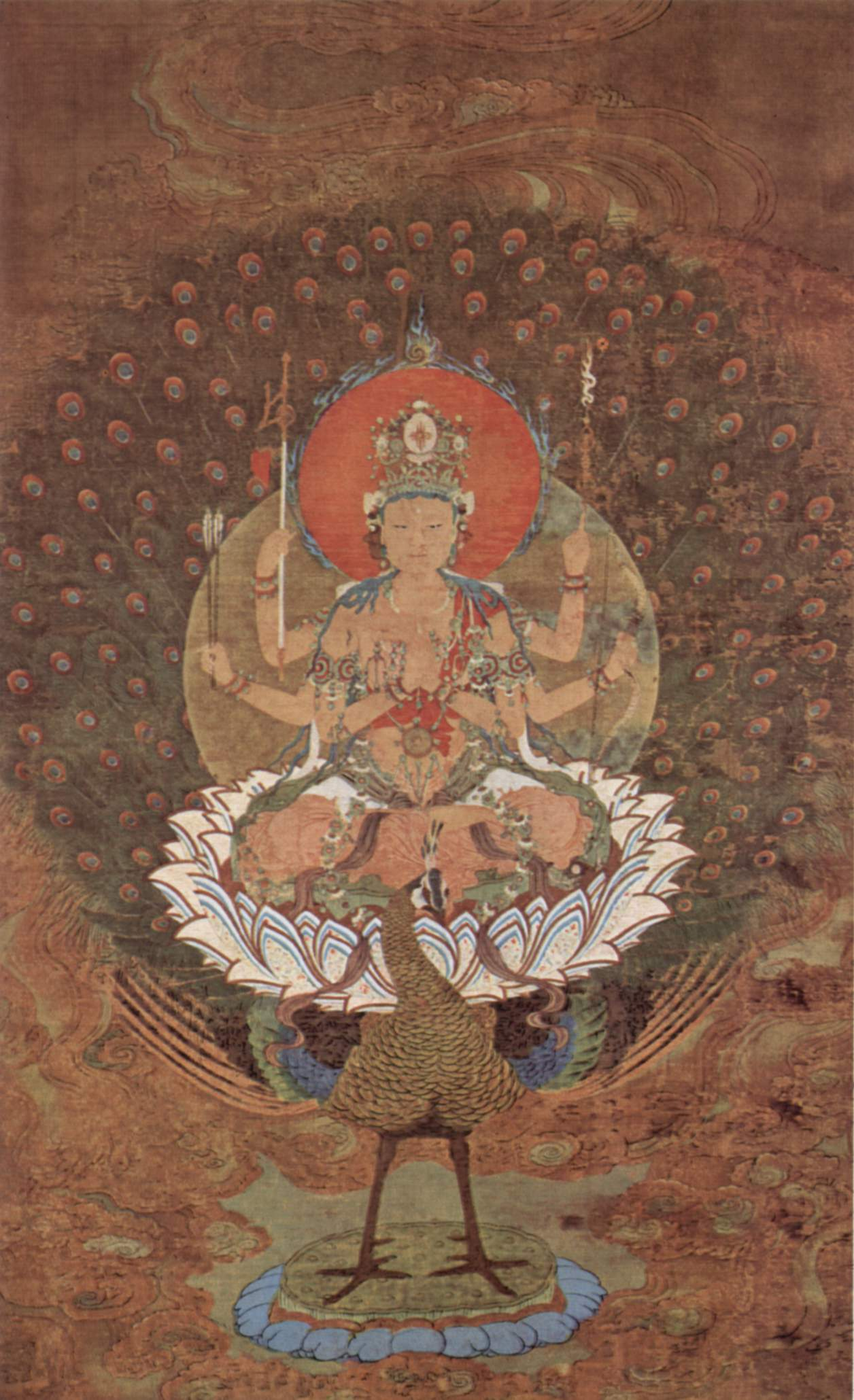
宋朝11世紀的孔雀明王畫像，現藏於日本京都仁和寺
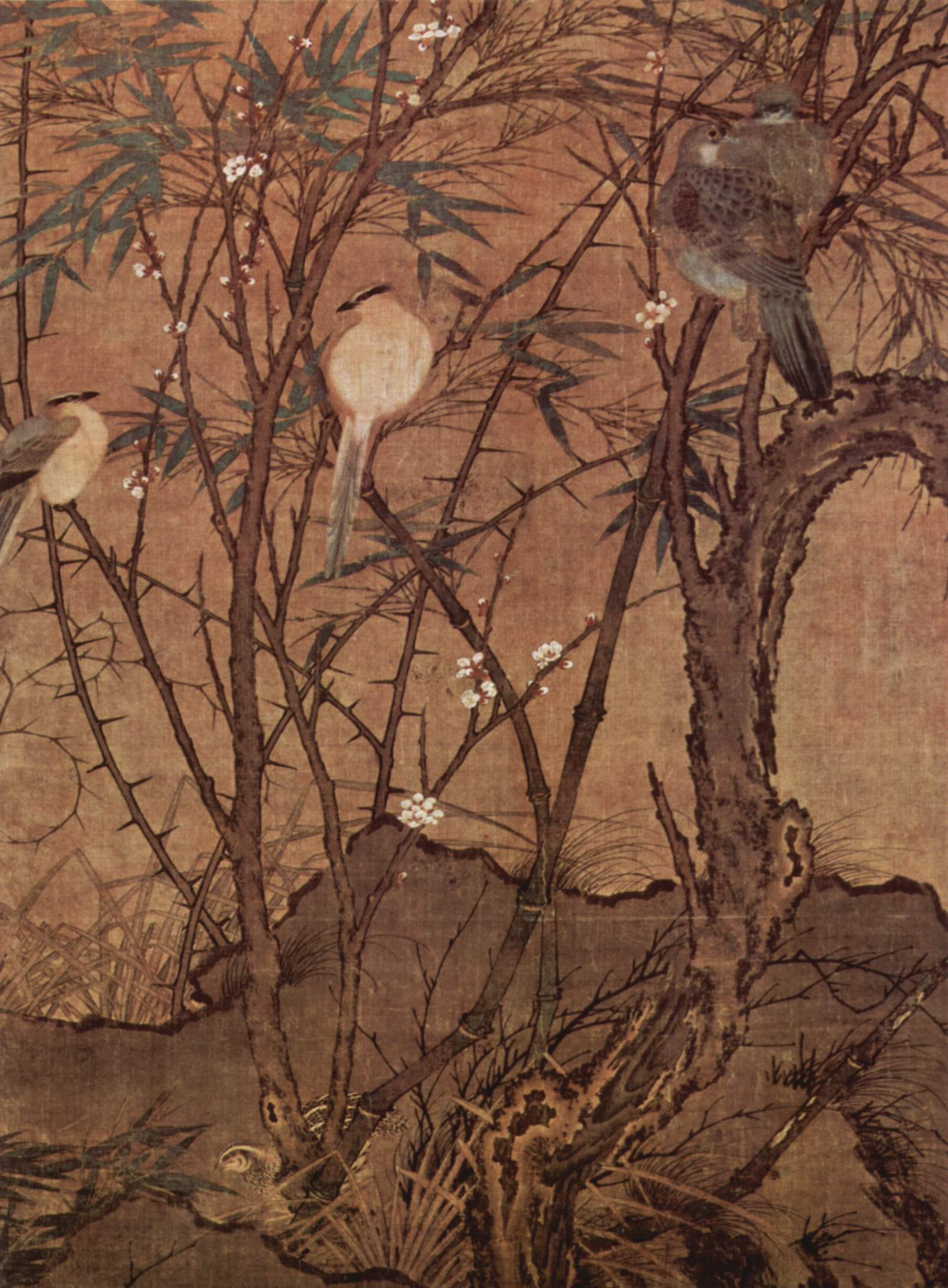
繪於北宋12世紀的《梅竹聚禽圖》，作者不詳
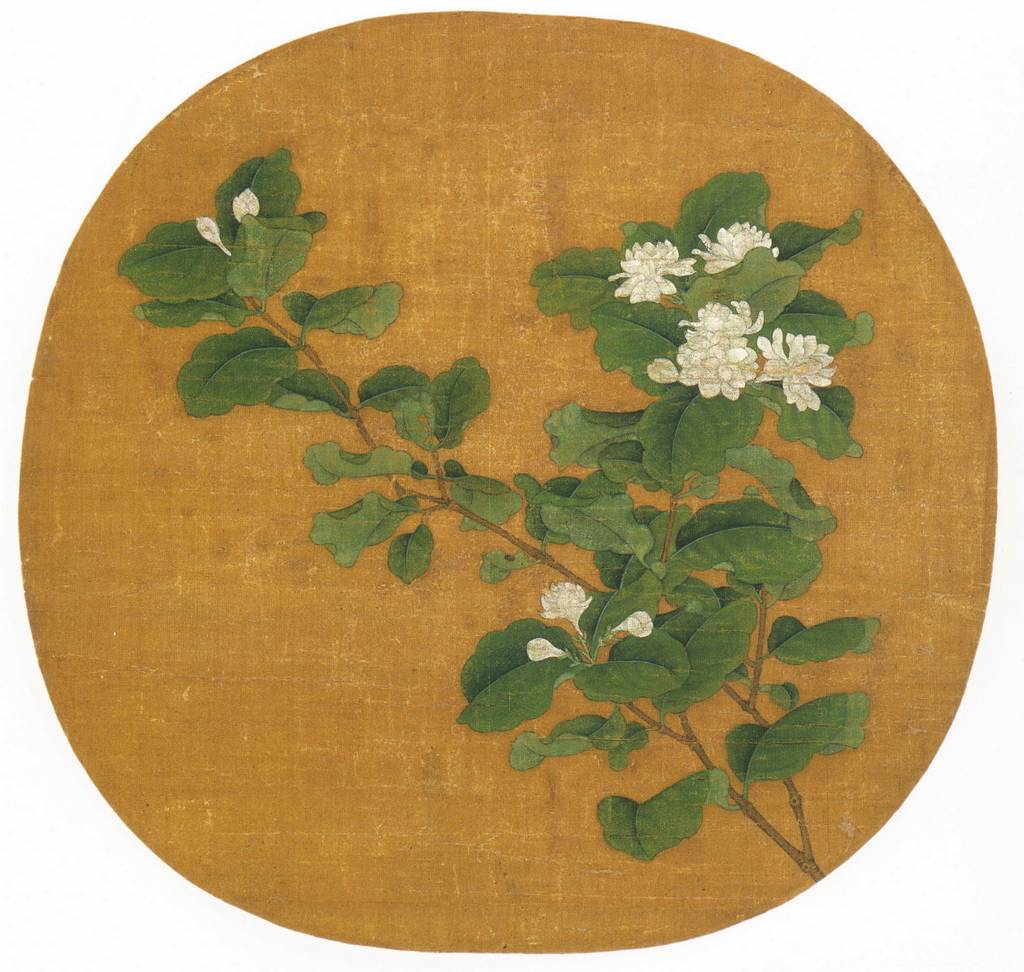
12世紀初北宋趙昌所繪絹彩《茉莉花圖》，現存於中華人民共和國上海博物館
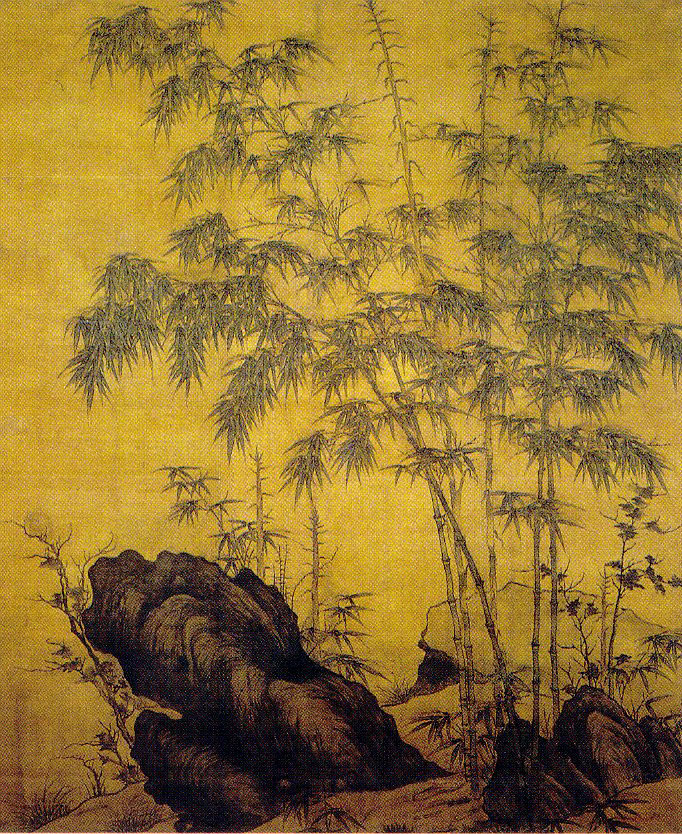
李衎（1244年－1320年）《竹石圖》
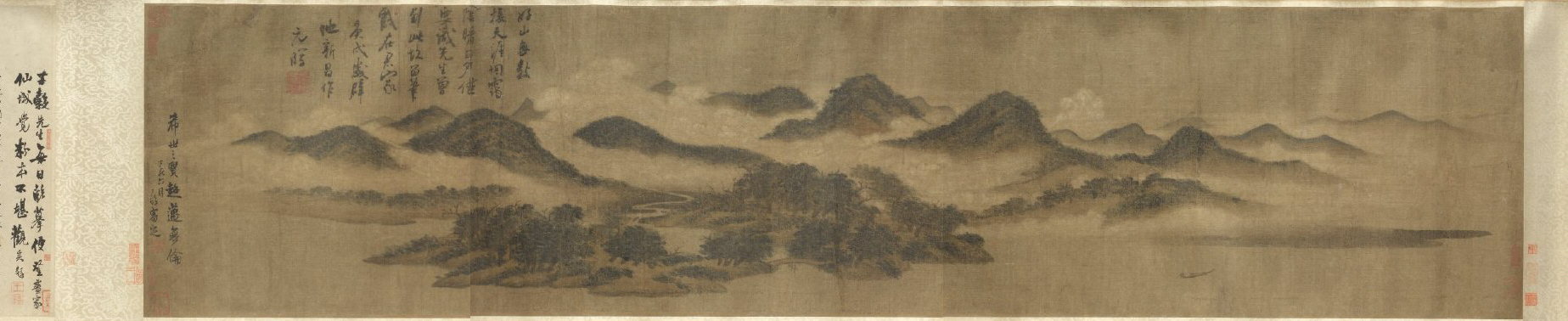
米芾之子米友仁於1130年所繪《雲山圖》
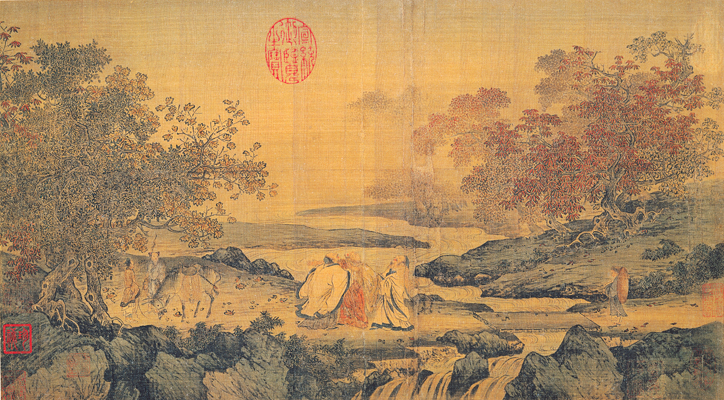
繪於12世紀的《虎溪三笑圖》，帶有南宋李唐畫風
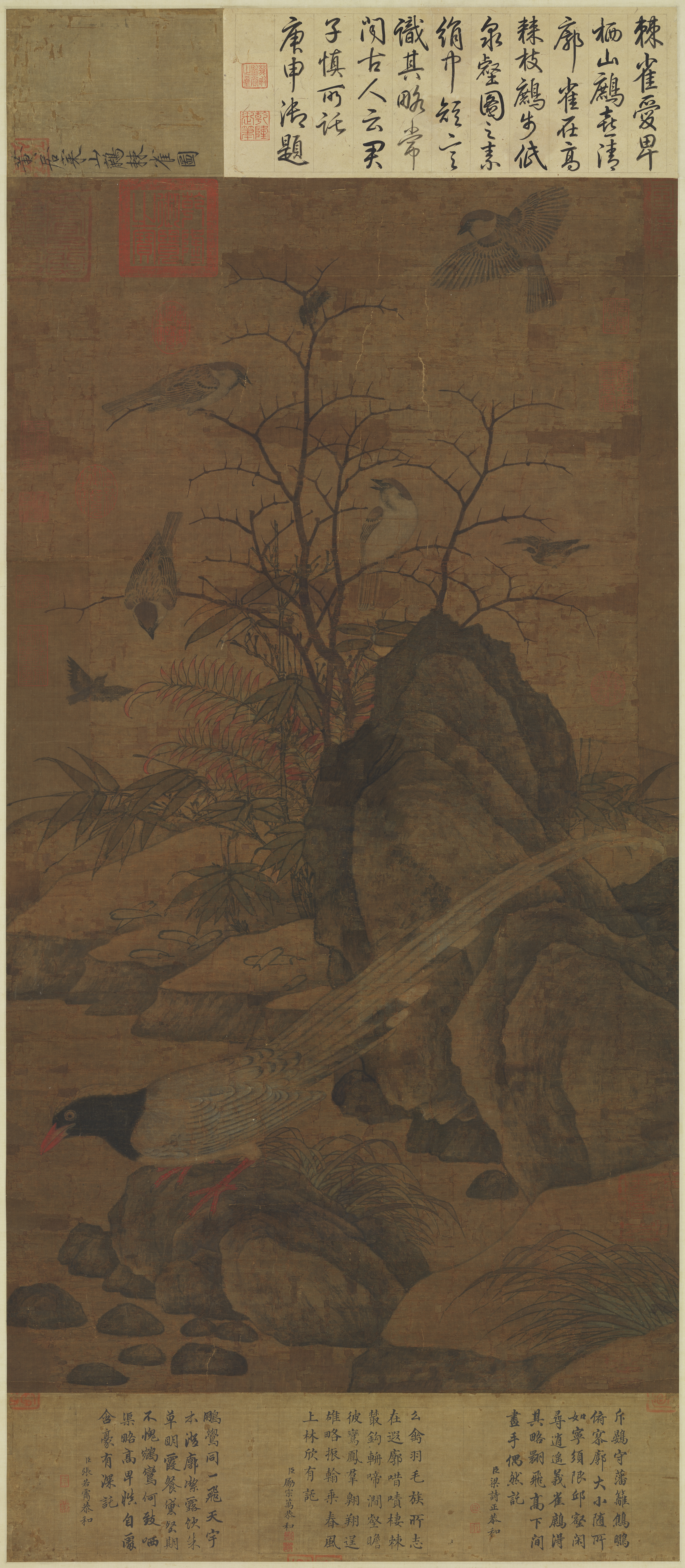
黃居寀（933－993以后）《山鷓棘雀圖》
宋寧宗恭聖皇-{后}-楊氏官方繪像
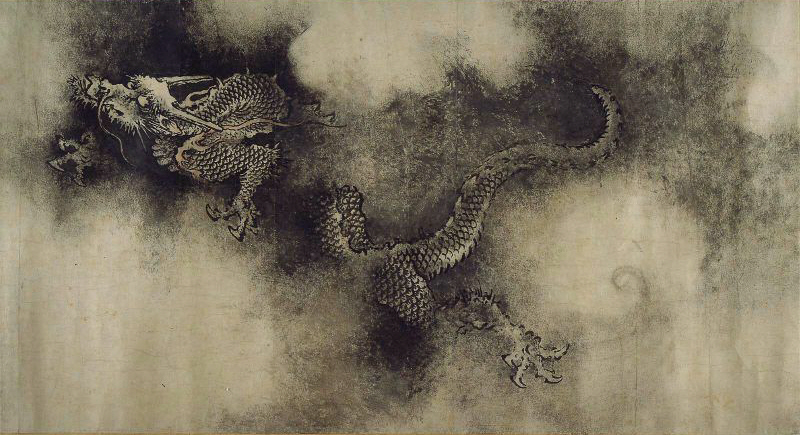
陳容《九龍圖》卷之一，繪於1244年
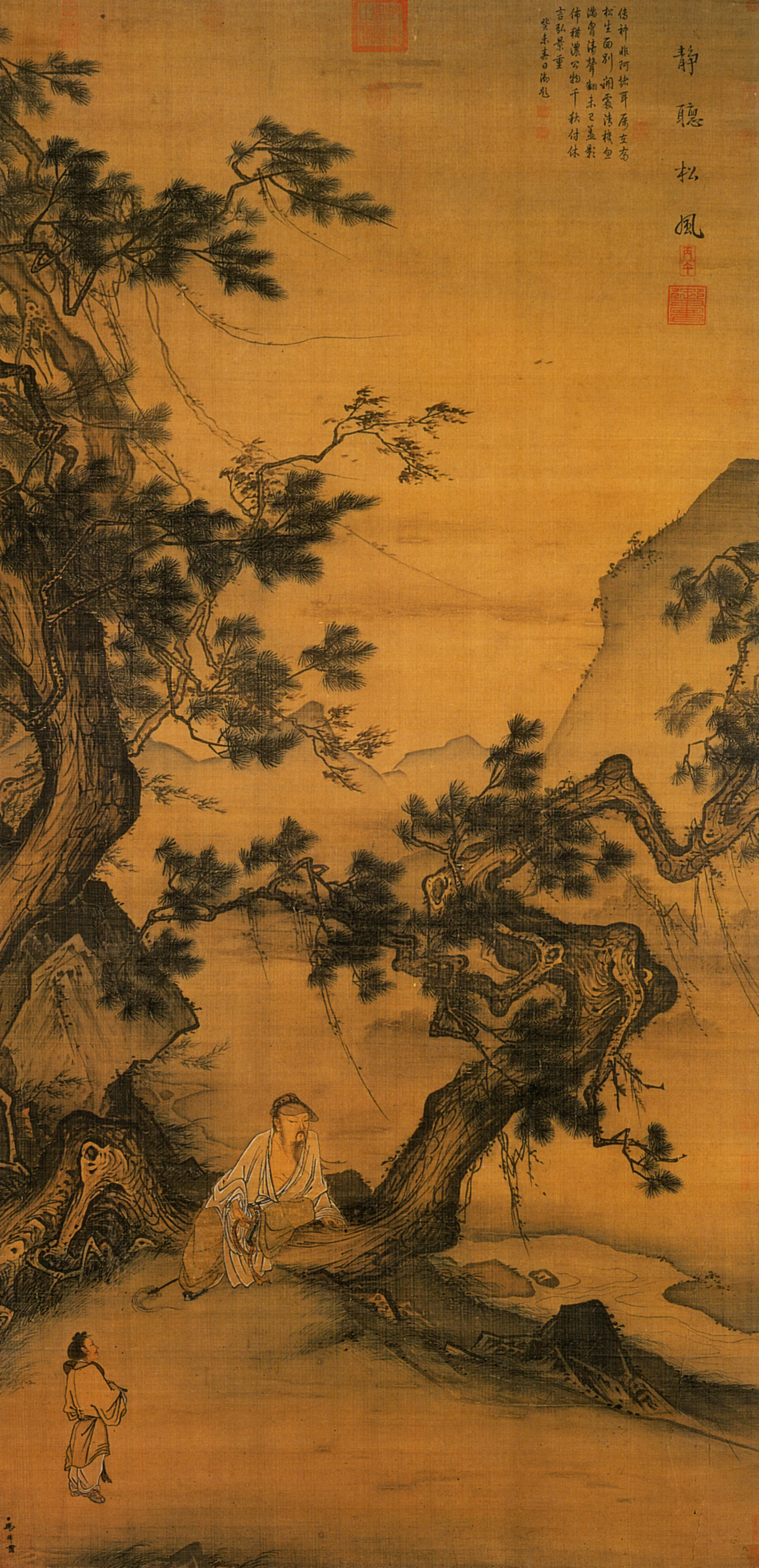
馬麟《靜聽松風圖》，1246年繪
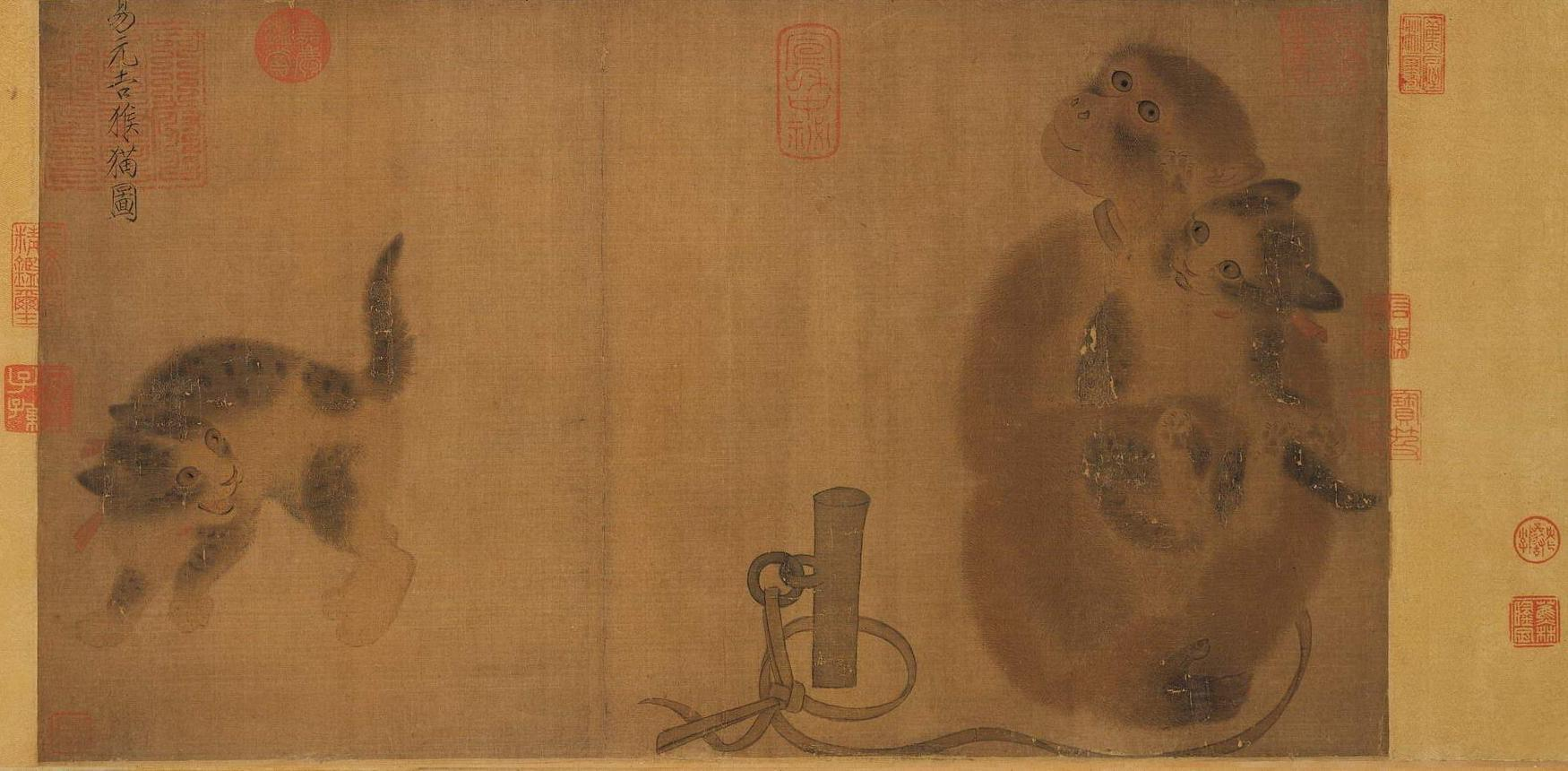
易元吉於11世紀所繪《猴貓圖》
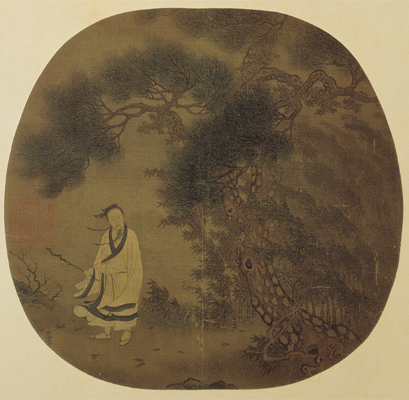
許道寧於11世紀所繪《松下曳杖图》
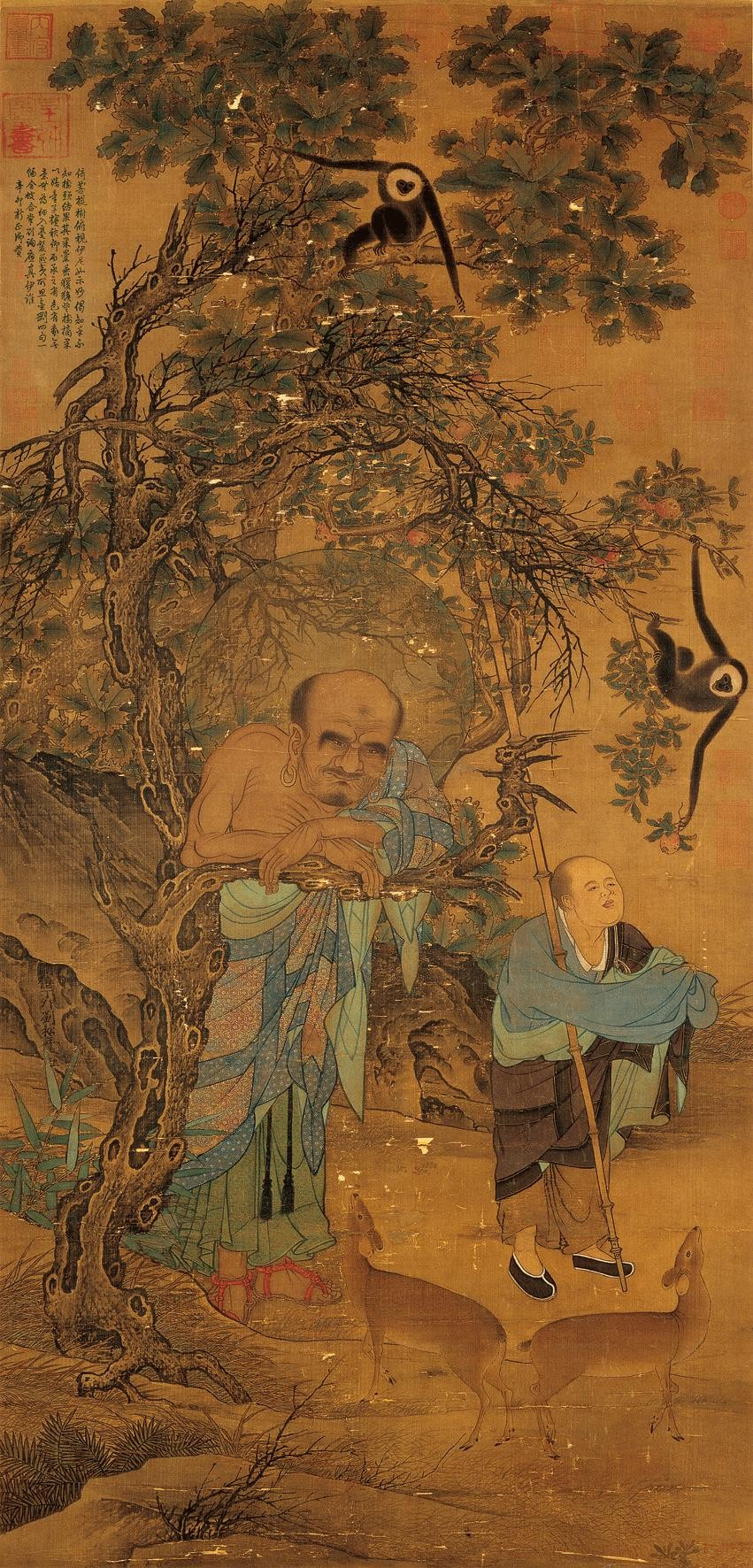
劉松年於12世紀末13世紀初所繪《羅漢圖》
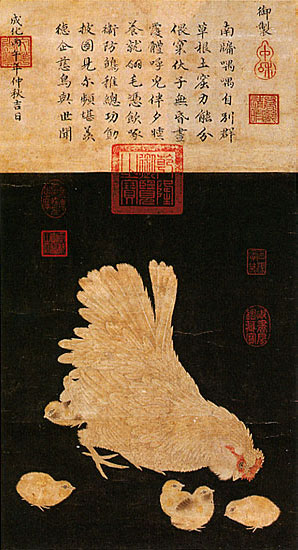
宋《子母雞圖》，作者不詳